# نهر آر

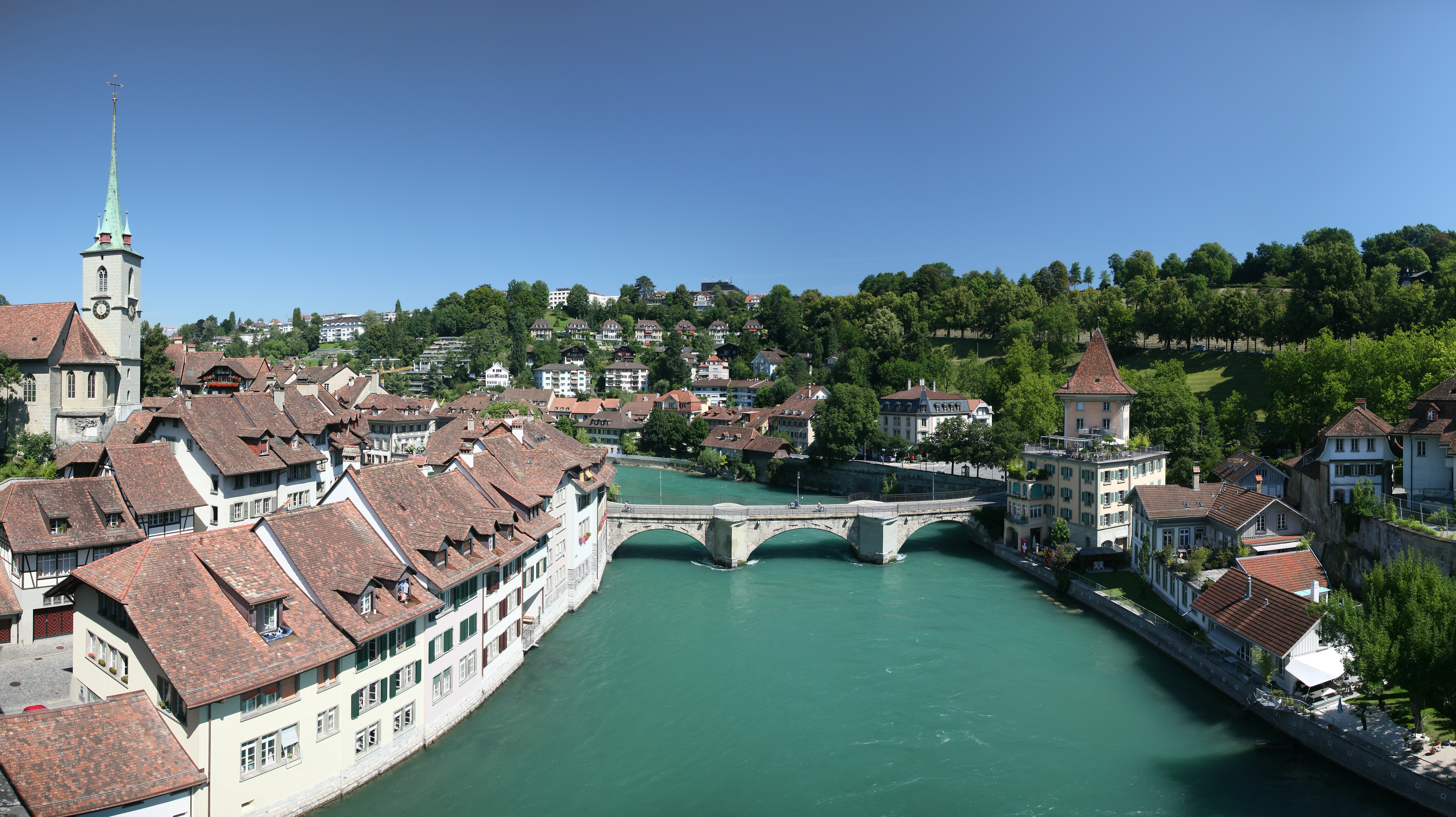
نهر الآر في مدينة بيرن

آر (بالفرنسية: Aar)‏ الاسم القديم: Arole، هو رافد لنهر الراين في سويسرا. هو إلى حد بعيد أهم رافد للراين قياسا على كمية المياه التي تصل عبره إلى نهر الراين، وذلك قبل نهر الموسيل ونهر الماين. طول نهر الآر هو 288 كيلومترا، والانحدار 1565 مترا، ومنطقة الاستجماع 17620 كيلومترا مربعا، ومتوسط تصريفه 590 متر مكعب / ثانية. وهو أطول نهر يبقى داخل سويسرا من منبعه إلى مصبه.

## معرض صور

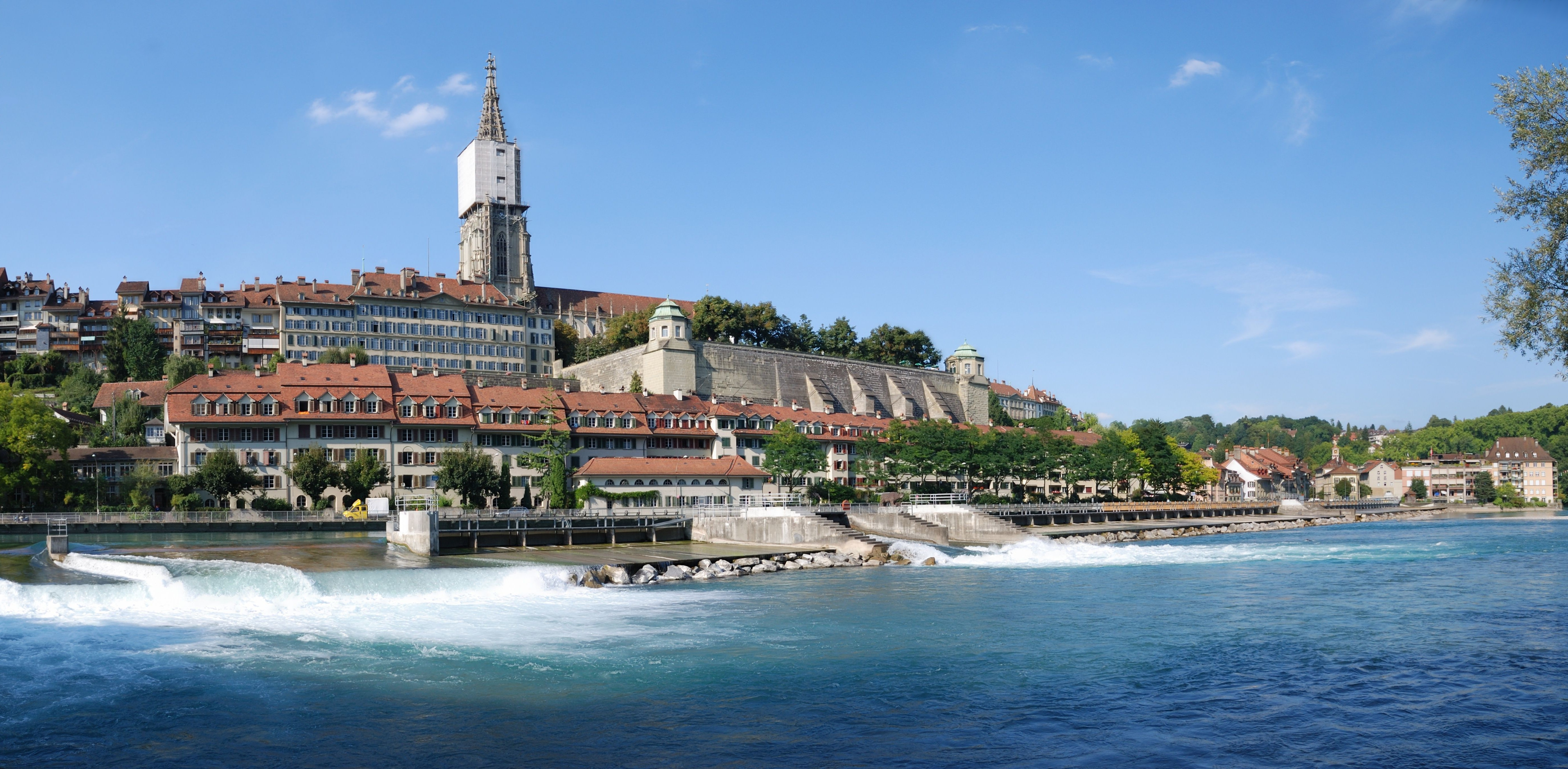
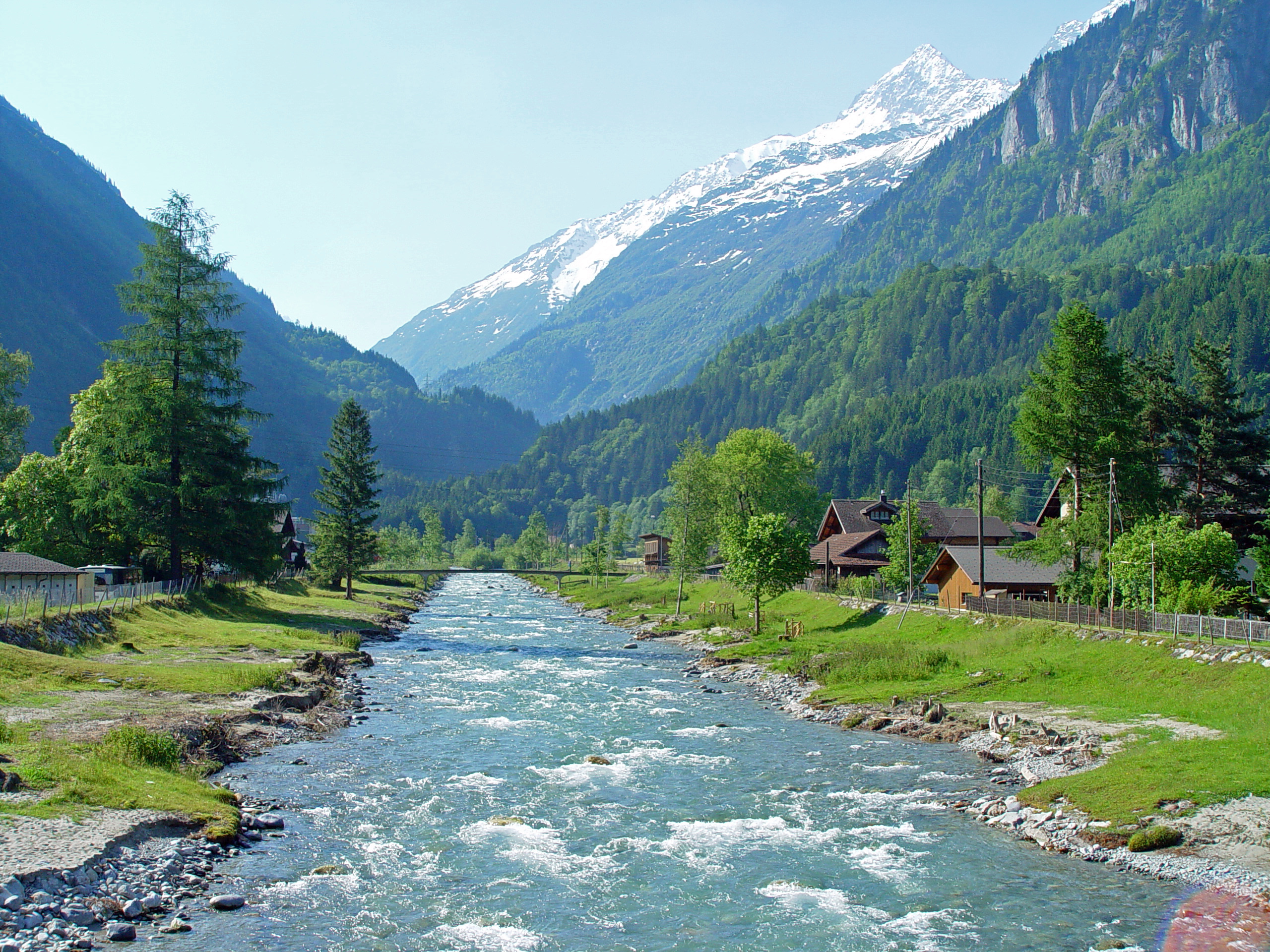
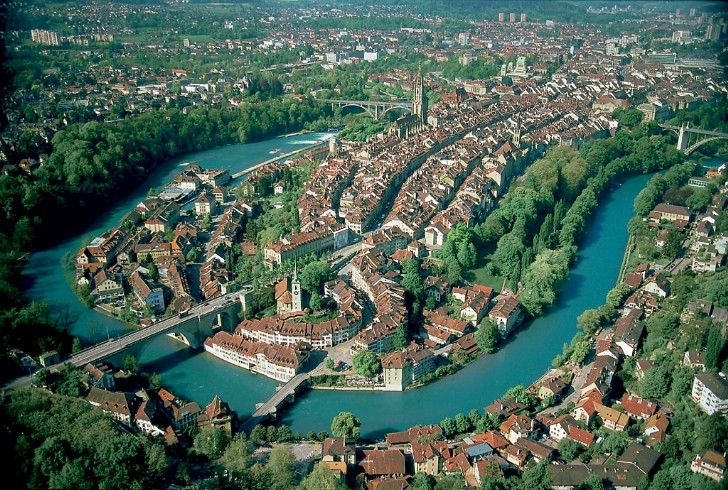
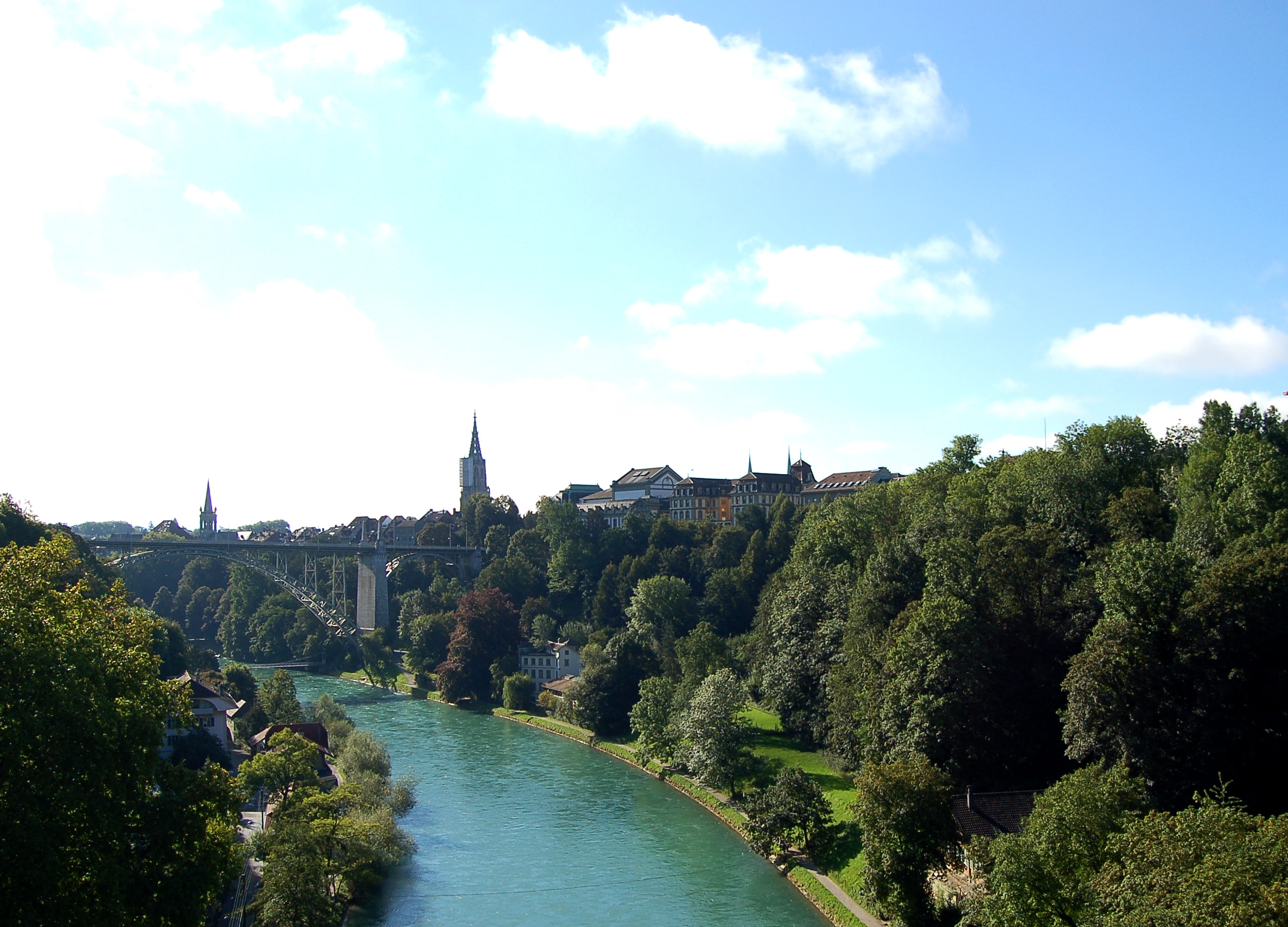